# Pegavka
Pegavka (znanstveno ime Phorcus turbinatus) je polž z močno kroglasto hišico, katere ustje se zapre z opnastim, rožnatim pokrovčkom. Poimenovana je po pegasti risbi na lupini. Spada med značilne živali bibavičnega pasu. Prazne hišice so skoraj vedno naseljene z raki samotarci.

## Opis
Njihova značilnost je debela, pisana lupina. Hišica ima zaokrožene, gladke zavoje in ovalno ustje. Popka ni. Zraste do 3 cm, v povprečju okrog 1,5 cm. Hišica je sivorumenkaste ali zelenkaste barve s temnejšimi pravokotnimi lisami. Hišica je pogosto poraščena s skorjastimi mahovnjaki in algami.
Ni občutljiva, tako da živi na zaščitenih, kot tudi izpostavljenih mestih, najpogosteje pa na kamnih. Premika se hkrati z gladino morja ter se tako zavaruje pred izsušitvijo. Ima pa tudi še eno zaščito, saj zapre odprtino s poklopcem. Ta polž je tudi užiten, z okusnim mesom, zato se velikokrat znajde tudi na krožnikih sladokuscev.

## Ko se hišice izpraznijo
V prazne hišice polžev pegavk se pogosto naselijo rakci. To so pretežno veliki obrežni samotarji, ki se prilagodijo obliki hišice. Vanjo se pritrdi z zadnjimi prsnimi okončinami, ko pa je polžja hišica premajhna, pa se preseli v večjo.